# Ira (filosofia)

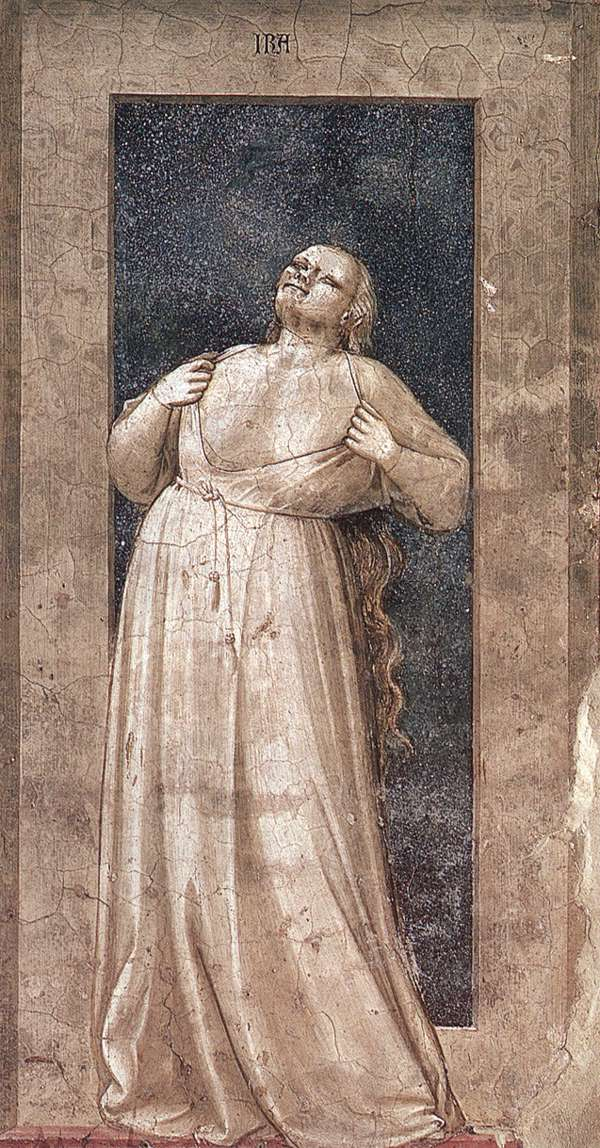
Affresco di Giotto raffigurante una figura femminile che nella follia della rabbia si straccia le vesti scoprendosi il petto.

Il termine ira nel linguaggio corrente si riferisce a un comportamento che, superando i limiti moderatrici della ragione, esprime una passione, l'ira appunto, che trova sfogo e soddisfazione in offese verbali o fisiche nei confronti di chi ha causato la reazione difensiva o aggressiva (in questo caso si parla di rabbia, furore) in chi si è sentito provocato.
Nella teologia morale l'ira, intesa come volontaria espressione violenta di vendetta, è annoverata come vizio nei sette peccati capitali mentre nella storia della filosofia essa è descritta soprattutto in chiave di passione poiché è generata dall'aggressività, una degli abiti, delle abitudini di comportamento di cui «siamo padroni solo all'inizio, poiché ci sfuggono gli accrescimenti di essi volta per volta, così come succede nelle malattie».

## Filosofia antica
Nell'antichità occidentale, attraverso la letteratura omerica l'ira appare come una passione primigenia e problema concettuale complesso: «ira è la prima parola della letteratura occidentale» che mostra subito in Achille la sua ancipite natura di passione come generatrice nell'eroe di una sua personale interiore sofferenza e come espressione esterna di vergogna per un'ingiustizia subita che, se non riparata, l'espone al pubblico ludibrio.
L'ira degli antichi è quindi come una passione, un sentimento eccessivo ed improvviso, ma non sempre negativo. Essa infatti poteva guidare al gesto eroico, quando l'ira si connotava come furore riparatore dei torti subiti.
Testimone di questa moralità, quanto meno complessa, è il teatro greco dove diversi personaggi si accendevano per passioni come la cupidigia, il desiderio d'amore, la paura paralizzante, l'esaltazione senza freni, l'ira: tutta una serie di emozioni che rendevano i personaggi del dramma, e gli stessi dei che li guidavano, come posseduti e fuori di sé.
Nel mito platonico della biga alata  si conferma la doppia natura dell'ira, l'"anima irascibile", raffigurata nel cavallo alato bianco che se guidato dalla ragione esprime i valori del coraggio, della forza di volontà . Se però il bianco destriero sfugge al controllo della ragione, allora si trasforma in ira furiosa che con il cavallo nero, l'"anima concupiscibile" (che rappresenta tutto ciò che può essere attribuito alla corporeità), fa precipitare la biga.
Già nel periodo giovanile, nel Protagora , Platone aveva definito l'ira come disposizione aggressiva al coraggio che nella guerra esprime i più alti valori dell'eroe.
In un primo accostamento alla definizione dell'ira Aristotele la configura come una giusta reazione per un'ingiusta offesa ricevuta, un «desiderio, accompagnato da dolore, di una vendetta appariscente a causa di una mancanza di riguardo relativa alla propria persona o a un componente del nostro gruppo, non essendo meritato tale disprezzo» 
Nell'Etica nicomachea Aristotele sembra poi voler distinguere l'ira dal coraggio, giusto mezzo tra viltà e temerarietà, il quale «...è cosa moralmente bella. Pertanto anche il suo fine è tale»  Successivamente però introduce l'impetuosità , un comportamento simile al coraggio ma che non va confusa con questo poiché «i coraggiosi agiscono dunque spinti dal bello, e l'impetuosità collabora con loro, le bestie invece agiscono sotto la spinta del dolore: infatti reagiscono per il fatto di essere ferite o di avere paura [...]. Non vi è pertanto coraggio per il fatto che, spinte dal dolore e dall'impetuosità, muovono contro il pericolo, senza prevedere nessuna delle conseguenze terribili . . .»  tra le quali c'è la morte. Questo non accade per l'uomo che la rifugge perché è consapevole che con la morte perde beni grandissimi «ma egli non è per nulla meno coraggioso, anzi forse lo è anche di più, perché sceglie deliberatamente il bello che si realizza nella guerra in cambio di quei beni». 
Aristotele torna a trattare specificatamente dell'ira a proposito della mitezza, la virtù che esprime il giusto mezzo tra la collera e la mancanza di irascibilità.  Coloro che sono preda della collera spesso la manifestano con eccessi immotivati e nei confronti di coloro che non meritano i loro sfoghi ma i collerici sono anche coloro che presto cessano dall'ira. Al contrario «i caratteri pungenti sono difficili a riconciliarsi e restano in collera per molto tempo: giacché essi trattengono la loro impetuosità. La tranquillità ritorna loro quando abbiano reso il contraccambio. Infatti la vendetta fa cessare la collera, ingenerando piaceri invece del dolore». 
Diversamente dalla concezione dualistica di Platone dove l'anima irascibile contrasta con quella concupiscibile, Aristotele ha una visione unitaria dell'uomo per cui l'ira, come tutte le altre passioni non è in sé né buona né cattiva ma diventa buona se l'anima razionale la guida verso il giusto mezzo, viziosa, se per un comportamento irrazionale, non raggiunge il fine razionalmente ottenibile della felicità.
Nell'età ellenistica lo stoicismo concepisce tutte le passioni, che si generano da scelte errate, da cattive abitudini, come deleterie per l'uomo che deve sforzarsi di estirparle se vuole conseguire la virtù che contraddistingue la vita felice del saggio.
Nell'ambito dello stoicismo, Seneca, più di tutti gli autori latini, ha dedicato ampio spazio alla riflessione sull'ira, la più «triste e frenetica» di tutte le passioni.
L'ira è come una follia di scarsa durata  che non si riesce a nascondere «Le altre passioni appaiono, l'ira emerge»  con effetti devastanti:
Tanto più l'ira è deprecabile poiché non è insita per natura nell'animo dell'uomo ma è frutto del vizio: «Chi dunque ignora maggiormente la natura se non colui che vuole assegnare alla migliore ed alla più perfetta delle sue opere questo vizio feroce e pernicioso?». 
L'ira non è un atto istintivo improvviso e incontrollabile ma «un vizio volontario dell'animo e non di quelli che sono quasi un destino della natura umana e che si producono anche nei più saggi...».

## Filosofia medioevale e rinascimentale

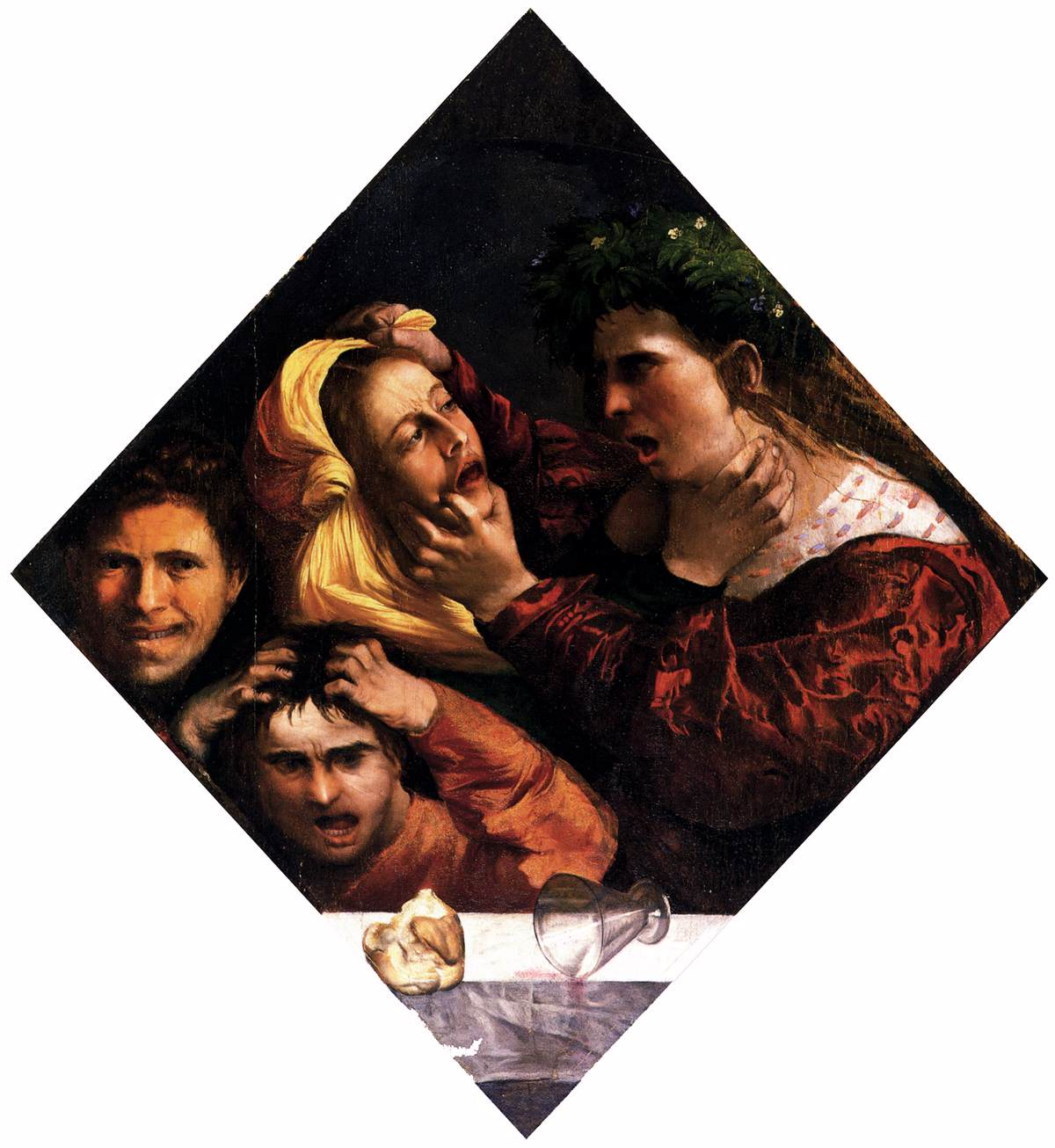
L'ira quando i sensi sono obnubilati

Nella filosofia medioevale Tommaso d'Aquino ha trattato ampiamente il tema delle passioni  che egli considera  appetizioni (appetitus sensitivi) nate dall'immaginazione del bene o del male e quindi di per sé neutre e distinte moralmente dalle virtù o dal vizio che si generano quando diventano abitudini di comportamento prolungate nel tempo.
Mentre nel linguaggio generico l'ira designa sia la passione che il vizio, per Tommaso essa è una delle cinque passioni da annoverare assieme alla speranza, alla disperazione, all'audacia e al timore. L'ira però ha una natura ambivalente poiché «è una passione composta in qualche modo da passioni contrarie»  nel senso che è diretta a qualcosa che è concepito come un bene, la vendetta, e nello stesso tempo è volta al male oggettivato nella persona malvagia che ha suscitato l'ira.
L'ira è una passione che, implicando la ragione, è per un verso più naturale della concupiscenza (intesa ad esempio come un intenso desiderio sessuale) ma anche meno naturale perché ad esempio i piaceri sessuali sono più naturali della vendetta. 
Tommaso sul modello di San Giovanni Damasceno classifica l'ira come:
- ira biliosa: quella che si accende e si spegne rapidamente
- iracondia: quella che accompagnandosi al ricordo del male subito dura a lungo nel tempo
- furore, inteso come accanimento: l'ira a lungo covata e che esplode al momento della vendetta.[24]

L'ira è la reazione a un danno che colpisce e se questo avviene per chi già vive una vita misera allora «quando gli uomini sono minorati si affliggono con più facilità. Ecco perché gli inferiori e gli infelici sono più portati all'ira: perché si addolorano con più facilità». 
L'ira non esclude la ragione ma poiché questa ha bisogno di riferirsi ai sensi corporei per funzionare se la sensibilità è alterata (ad esempio per ubriachezza) l'ira annullerà quasi del tutto la ragionevolezza . come avviene quando per una grande ira si smette «del tutto di parlare, e allora si ammutolisce». 
L'ira è comunque meno grave della concupiscenza sia perché l'ira si manifesta apertamente, mentre la concupiscenza cova nascostamente, sia perché «il moto dell'ira segue maggiormente la complessione fisica, data l'immediatezza dei moti di collera che portano all'ira  [...] . Infatti è anche più frequente il caso che da persone iraconde nascano iracondi, piuttosto che da persone sensuali nascano dei sensuali. Ora, ciò che deriva dalle predisposizioni fisiche è più degno di compatimento.» . L'ira non è da ritenere sempre un peccato che si commette veramente solo se «necessariamente peccaminosa: è tale solo se «Uno si adira di più o di meno di quel che esige la retta ragione. Se invece uno si adira conformemente alla retta ragione, allora l'ira è lodevole». 
Nella filosofia rinascimentale si occupò limitatamente dell'ira Giordano Bruno che sosteneva che, poiché la religione e la morale non vanno valutate per gli elementi esteriori ma per la capacità di insegnare virtù e valori, allora, contrariamente a quanto riteneva Tommaso d'Aquino, aveva più valore la virtù che modera l'ira piuttosto di quella che tratteneva la libidine: «non tanto arrida a quello che ha frenato il fervore della libidine, che forse è impotente e freddo, quanto a quell'altro ch'ha mitigato l'empito de l'ira, che certo non è timido, ma paziente». 

## Hobbes, Cartesio e Spinoza
Per Thomas Hobbes le passioni sono deleterie poiché spingono l'uomo, che è per natura un animale selvatico e istintivo, a fuggire il male o a desiderare il bene senza riflettere con la ragione se siano apparenti o reali: «Mentre il vero bene deve essere ricercato guardando lontano, cosa che è propria della ragione, il desiderio coglie al bene presente non curante dei mali maggiori a questo necessariamente legati.»  e per evitare questi mali l'uomo si illude che possa annullarli con l'ira che gli si presenta come «la speranza improvvisa di poter superare opponendosi o resistendo ad un male incombente». 
Per Cartesio il corpo umano è una macchina dove le passioni sono spiriti animali, moti interni naturali, che influiscono sul cuore o il fegato in modo da caratterizzare il "temperamento" del sangue. 
In quest'ambito
[L'ira] È direttamente opposta alla riconoscenza, come l'indignazione alla benevolenza; ma è senza paragone più violenta delle altre tre passioni, perché il desiderio di respingere le cose nocive e di vendicarsi è più urgente di tutti. Il desiderio unito all'amore per se stessi fornisce all'ira tutta l'agitazione del sangue che il coraggio e l'ardimento possono causarci e l'odio fa sì che specialmente il sangue bilioso proveniente dalla milza e dalle venoline del fegato riceva quest'agitazione ed entri nel cuore dove, per la sua abbondanza e per la natura della bile che vi si mescola, il calore è più aspro e bruciante di quanto non possa accadere per l'amore o per la gioia..»
Vi sono due specie di ira: una che si manifesta in modo immediato ma che è di breve durata e limitata e che può essere placata, un'altra che, riguardante le persone «più orgogliose, basse e meschine» e contenente in sé odio e tristezza, non compare a prima vista ma cova e si accende sempre più perché è alimentata dal desiderio di vendetta..
Per Baruch Spinoza l'uomo è preda delle passioni che sfuggono al suo controllo razionale poiché l'individuo è parte di un tutto dove predomina la necessità di ogni avvenimento che è stabilito per "eterno decreto": quindi l'uomo che è compartecipe della natura divina può vivere tranquillamente e serenamente

## Dall'Illuminismo a Nietzsche
Nell'età dell'Illuminismo il tema dell'ira viene trattato da diversi filosofi inglesi e scozzesi tra i quali David Hume il quale, in assonanza con i pensatori precedenti, collega l'ira all'odio aggiungendo che però questo non causa sempre l'ira:
Hume in seguito modificherà questa sua teoria dovendo empiricamente constatare come le passioni si accompagnino sempre con desideri di felicità o infelicità per chi è amato o odiato:
Nell'Ottocento l'ira, considerata come aggressività, è vista da Arthur Schopenhauer come caratteristica tipica dell'uomo che si manifesta nel bellum omnium contra omnes che è presente in tutta la natura dove agisce nascosta la cieca "volontà di vivere":
Friedrich Nietzsche per primo scoprirà come il furore cieco dell'ira possa essere rivolto anche verso sé stessi, un'auto-aggressività che è la conseguenza della morale cristiana:
L'aggressività, l'ira dell'uomo verso sé stesso, non terminerà neppure con l'avvento dell'oltreuomo come insegna Zarathustra:

## Remo Bodei
Nell'opera di Bodei Ira. La passione furente, concepita secondo una visione storico-concettuale,«in cui storia e teoria si intrecciano e si completano» , l'ira (la mènis) di Achille, prima parola della letteratura occidentale, è vista come suscitata «da un'offesa che si ritiene di aver immeritatamente ricevuto»  che genera una reazione giustificata dal «bisogno di salvaguardare reattivamente la propria immagine pubblica [...] Riguarda in sostanza la riaffermazione del proprio ruolo, della propria dignità e della propria autorevolezza nei rapporti interpersonali o politici» 
Questa concezione dell'ira dipende secondo Bodei da due diversi tipi di società: quella della colpa, dove ciascuno si giudica valutando se stesso e le proprie mancanze, e quella della vergogna, dove la valutazione del proprio operato dipende dal giudizio degli altri, come avviene nelle società antiche e parzialmente in quelle di cultura araba.
Nella società della colpa, come in quella cristiana, dobbiamo rispondere solo a noi stessi dei nostri vizi e questo spiega l'indifferenza o la scarsa importanza che viene attribuita all'espressione dell'ira mentre l'argomento è cruciale per chi debba giustificare il proprio operato agli occhi del pubblico.

Le manifestazioni dell'ira, spesso fomentata da governi populisti, attualmente 
L'ira si esprime spesso violentemente anche nei rapporti uomo-donna deteriorati da un'incompleta e insoddisfacente emancipazione femminile che ha reso le donne meno remissive e più soggette all'ira e gli uomini «portati a reagire altrettanto spesso con l'ira dovuta alla perdita di potere e di identità» 

## Religione
(Gesù, Discorso della Montagna)

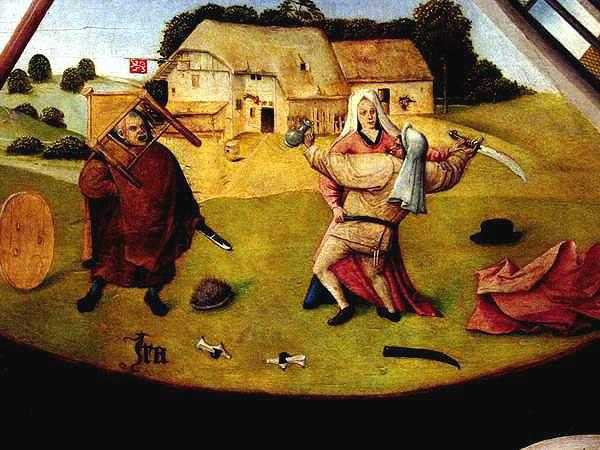
Hieronymus Bosch. L'ira - dettaglio dei Sette peccati capitali

Nella religione cristiana l'ira, se intesa come sentimento che inclina alla vendetta e non come semplice passione che spinge ad affrontare e superare ostacoli, è uno dei sette vizi capitali da cui, secondo i dettami religiosi, bisognerebbe astenersi in ogni caso.
Ciò malgrado, la Bibbia contiene numerosi riferimenti alla cosiddetta "ira di Dio",, da intendersi come antropomorfismo per indicare la giustizia di Dio contro il male e in difesa di chi ne risulta vittima.